# Essere
Quello dell'Essere è un tema che attraversa tutta la storia della filosofia fin dai suoi esordi. Per quanto già posto dalla filosofia indiana sin dal IX secolo a.C., è all'eleate Parmenide che si deve l'aver dato inizio in Occidente a questo lungo dibattito che percorre i secoli e le diverse culture fino ai nostri giorni. L'Essere, nel senso ontologico cioè suo proprio, è quindi uno dei concetti fondamentali tra quelli elaborati dalla tradizione del pensiero filosofico occidentale.

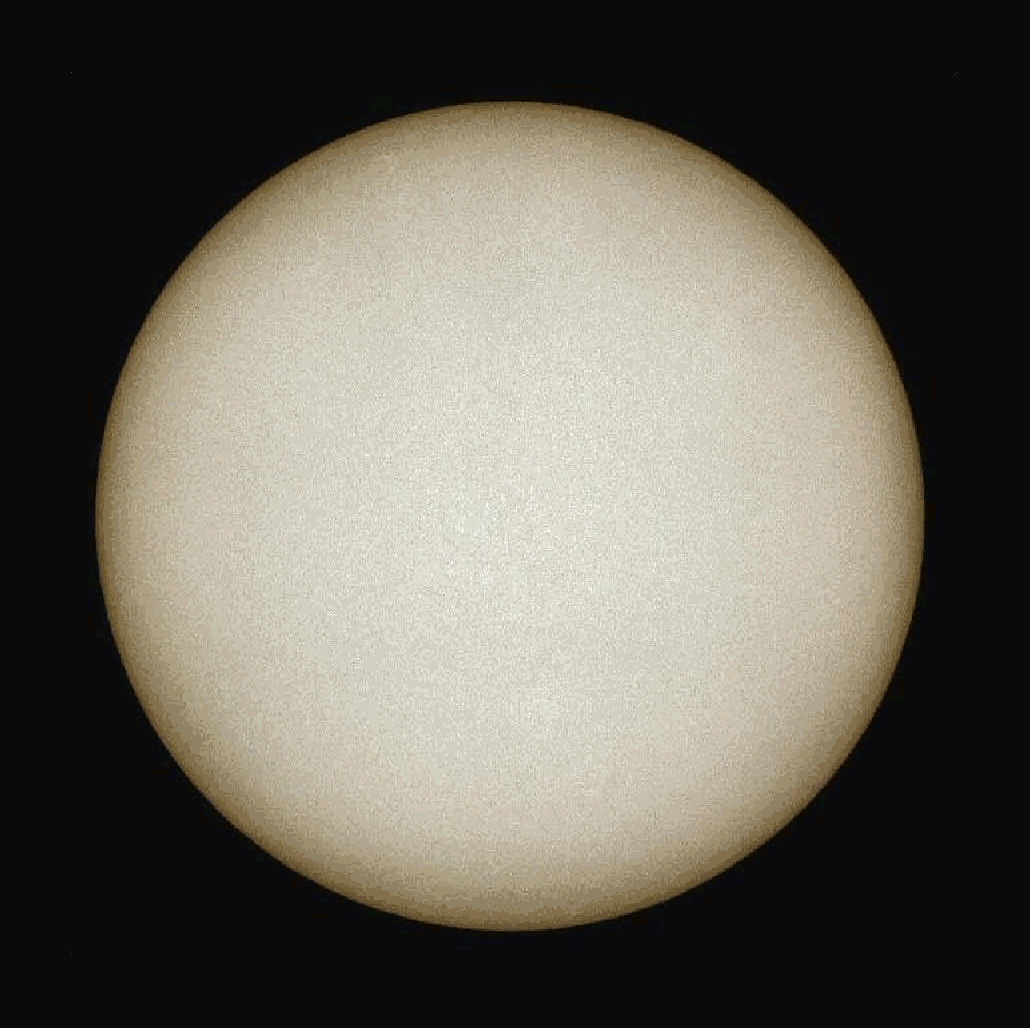
L'essere secondo Parmenide: rotondo e identico in ogni sua parte simile a una sfera

## Premessa
Il verbo "essere" viene usato principalmente in tre modi:
1. Esistenza: per esprimere il fatto che una certa cosa esiste; ad esempio, «l'erba è» = c'è, esiste, ma anche «l'unicorno è» (nell'immaginazione di chi lo pensa).
2. Identità: ad esempio «gli Italiani sono gli abitanti dell'Italia», «Umberto Eco è l'autore de Il nome della rosa».
3. Predicazione: per esprimere una proprietà di un certo oggetto; ad esempio «la mela è rossa». La copula "è", in questo caso, descrive l'appartenenza insiemistica ovvero l'inclusione.
Quanto sopra riportato è una generalizzazione che, se consente di comprendere i principali usi del vocabolo, non rende conto della varietà dei significati e delle implicazioni che il concetto di Essere ha avuto nel corso della storia della filosofia. È necessario pertanto prendere in esame il concetto di Essere così come è stato analizzato dai vari filosofi nel corso della storia. 
Si può premettere che, da una parte, in filosofia l'Essere è stato considerato non solo un verbo ma anche un sostantivo (l'Essere come "tutto ciò che è" o come "il fatto che X esista", ecc.); dall'altra, identità e predicazione sono oggetto di studio anche di un'altra disciplina, la logica, per cui le generiche definizioni sopra riportate sarebbero imprecise.
Occorre anche tener presente che i termini essere ed esistenza sono stati spesso utilizzati con significati diversi, mentre nel linguaggio comune si tende a considerarli sinonimi.

### Essere ed ente
Un'altra distinzione riguarda quella fra essere ed ente (o, con termine utilizzato da Emanuele Severino, essente) ovvero il participio presente del verbo essere (quindi un ente è "ciò che è"). Secondo l'ontologia di Heidegger l'ente non è l'essere, ma è qualcosa che possiede l'essere, è un possesso limitato dell'essere: l'ente partecipa all'essere, il quale invece abbraccia tutto ciò che è, ed esaurisce l'orizzonte del reale, permettendo all'ente di realizzare se stesso. Gli enti possono essere materiali o astratti.

## Parmenide e la filosofia dell'Essere

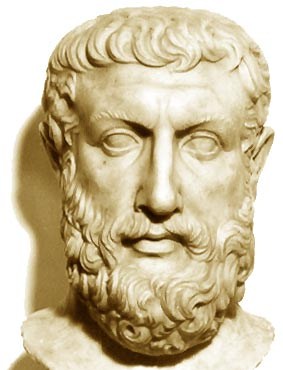
Parmenide

Il filosofo che per primo mette a tema esplicitamente il concetto di essere è Parmenide di Elea (VI-V secolo a.C.); l'esordio della riflessione filosofica sull'essere si esprime mediante una lapidaria formula, la più antica testimonianza in materia:
(Parmenide, "Sulla Natura", fr. 2, vv 3;5 - raccolta DIELS KRANZ // fonti: Simplicio, Phys. 116, 25. Proclo, Comm. al Tim.)
Parmenide nota come l'essere sia unico e non possano esserci due esseri perché se uno è l'essere, e l'altro non è il primo, allora è non-essere.
Se infatti A è l'essere, e B non è A, allora B è non-essere, ossia non è. Questo ragionamento impediva di parlare di enti e portava alla negazione del divenire, che gli antichi non riuscivano a spiegare.
Il problema più rilevante non era tanto la molteplicità degli enti che abbiamo sotto gli occhi, quanto il senso greco del divenire per cui tutto muta, che si scontra con la ragione, altra dimensione fondamentale della grecità, che è portata a negarlo. Parmenide vive drammaticamente il conflitto, vede che il mondo è molteplice, ma la ragione e il compito del filosofo gli impediscono di crederci: egli non si fida dei sensi ma solo della ragione, e afferma perciò che il divenire, il mondo, e la vita, sono tutte illusioni. C'è un solo essere, statico, uno, eterno, indivisibile, ossia uguale a sé stesso nello spazio e nel tempo perché diversamente, differenziandosi, sarebbe il non-essere.
Tale essere è una sfera perfetta e finita; la sfera infatti è l'unico solido geometrico che non ha differenze al suo interno, ed è uguale dovunque la si guardi. L'ipotesi collima suggestivamente con la teoria della relatività di Albert Einstein che nel 1900 dirà: «se prendessimo un binocolo e lo puntassimo nello spazio, vedremmo una linea curva chiusa all'infinito» in tutte le direzioni dello spazio, ovvero complessivamente una sfera. Per lo scienziato infatti l'universo è sferico sebbene finito, fatto di uno spazio ripiegato su sé stesso; una sfera non chiusa, perché fuori dell'essere e dello spazio infinito non può esservi nulla, ma tendente a chiudersi all'infinito.
Da notare come in Parmenide l'Essere sia una dimensione assoluta, che permea di sé anche il pensiero filosofico stesso (è la medesima cosa l'essere e il pensare). Poiché l'essere coincide col pensiero, quest'ultimo non è in grado di oggettivarlo, perché per farlo dovrebbe uscirne fuori: ma ciò è impossibile, perché al di fuori dell'Essere non c'è nulla. Per cui Parmenide non dice cosa è l'Essere; egli ce lo consegna senza un predicato: l'Essere è, e basta.

## Eraclito e la filosofia del divenire
Eraclito di Efeso (Asia Minore, VI-V secolo a.C.) sostiene il punto di vista opposto a quello degli Eleati: tutto cambia e si trasforma ("panta rei", cioè "tutto scorre"). La realtà è mutevole: non ci si può immergere due volte nella stessa acqua di un torrente e una salita può essere vista come una discesa pur rimanendo la stessa cosa. Noi stessi siamo sempre uguali a noi stessi e nel contempo in costante evoluzione: lo stesso uomo è prima bambino e poi adulto.

## I filosofi pluralisti: la mediazione tra essere e divenire
Empedocle e Anassagora, due filosofi del V secolo a.C., per conciliare le differenze venutesi a creare tra Parmenide ed Eraclito, suppongono che la realtà sia costituita di particelle eterne ed immutabili (come l'essere parmenideo), che però interagendo tra loro danno origine alla realtà dinamica (ossia il divenire eracliteo). 
Secondo Empedocle esistono quattro elementi (terra, acqua, fuoco ed aria) che si uniscono e si disgregano spinti dalle forze opposte di amore e odio. 
Anassagora invece ritiene che gli elementi primigeni siano simili in struttura ma diversi per qualità e li chiama "semi" o "omeomerie"; la forza responsabile dei loro mutamenti è il Νοῦς (Nûs), un Intelletto cosmico ordinatore.

## Democrito e l'atomismo
Democrito (V-IV secolo a.C.) ritiene, con una visione meccanicistica, che l'Essere, cioè tutte le cose, compresa l'anima, sia costituito da oggetti indivisibili, gli atomi. Questi si muovono nel vuoto, corrispondente al non-essere, di cui però è ammessa quindi l'esistenza, a differenza di quello parmenideo.
Epicuro (Grecia, IV-III secolo a.C.) recupera l'atomismo di Democrito allo scopo di dimostrare l'impossibilità di compromettere la felicità dell'uomo, in quanto il mondo è retto dal solo movimento di atomi. L'atomismo sarà poi sostanzialmente abbandonato fino all'Ottocento.

## Platone

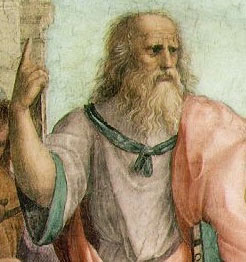
Platone

Platone si considerava filosoficamente erede di Parmenide, anche se nei suoi confronti, in merito alla questione dell'Essere, compirà una sorta di "parricidio", secondo un termine da lui adoperato enfaticamente nel Sofista. Egli infatti concepisce l'Essere non più staticamente contrapposto al non-essere, ma ipotizza una loro parziale convivenza. L'Essere, secondo Platone, è strutturato in forma gerarchica: a un massimo di Essere corrisponde un massimo di valore morale, rappresentato dall'idea del Bene. A mano a mano che ci si allontana dal Bene, però, si giunge a contatto col non-essere.

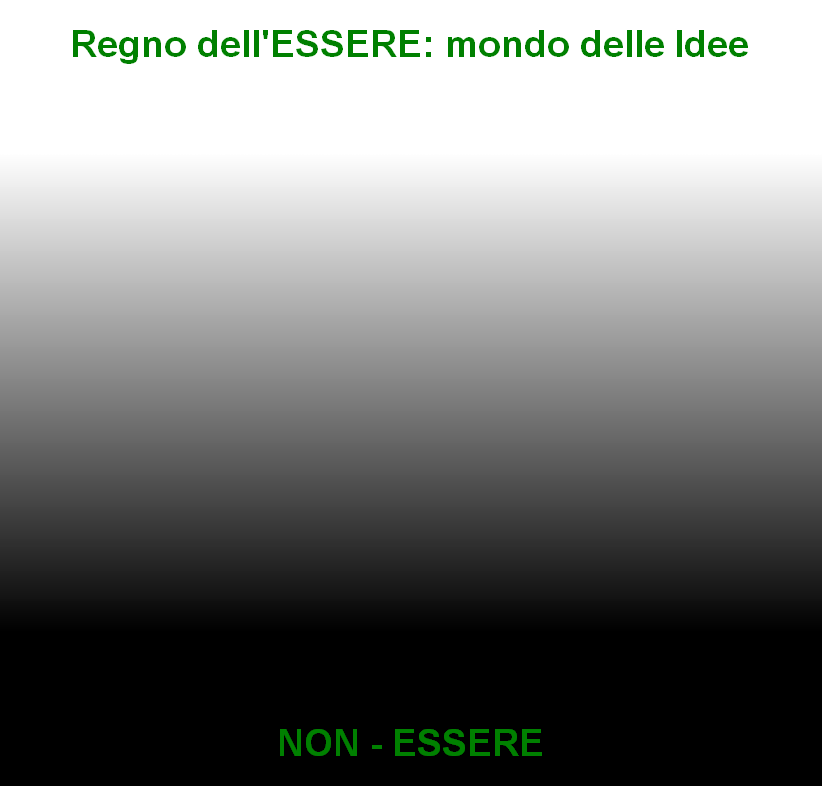
L'Essere secondo Platone: gerarchicamente strutturato secondo passaggi graduali che vanno da un massimo a un minimo

L'uomo, secondo Platone, si trova a metà strada tra Essere e non-essere. Per spiegare la situazione paradossale in cui si trova l'uomo, egli introduce una differenza tra essere ed esistere. Mentre l'Essere è qualcosa di assoluto che è in sé e per sé, l'esistenza non ha l'essere in proprio: l'essere le viene "donato". Così l'uomo non sussiste autonomamente, ma esiste in quanto ha ricevuto l'essere da qualcos'altro. Utilizzando una metafora, Platone concepisce l'esistenza come un ponte sospeso tra essere e non-essere.
Per Platone, dunque, le caratteristiche dell'Essere parmenideo permangono intatte finché si resta all'interno del mondo iperuranio delle idee: esse sono eterne, immutabili, e incorruttibili. Anche il non-essere però in un certo senso esiste, sebbene la sua natura consista unicamente in una privazione, in una mancanza di essere, una corruzione che diventa sempre più accentuata man mano che l'uomo precipita lontano delle idee, cadendo nella temporalità, nella contingenza, e nel divenire. Questa concezione sarà fatta propria anche dai successivi filosofi neoplatonici e cristiani: l'Essere è la luce di Dio, che si disperde a poco a poco nell'oscurità in cui risiede la possibilità del male. Platone si vide costretto a supporre questa gerarchia per conciliare le divergenze tra la staticità dell'essere parmenideo, e il divenire di Eraclito.
Da sottolineare comunque che in Platone (come già in Parmenide) l'Essere non è qualcosa che si ricava dai sensi, né è dimostrabile tramite un ragionamento: esso si trova al di sopra del percorso logico-dialettico, ed è accessibile unicamente per via di intuizione.

## Aristotele

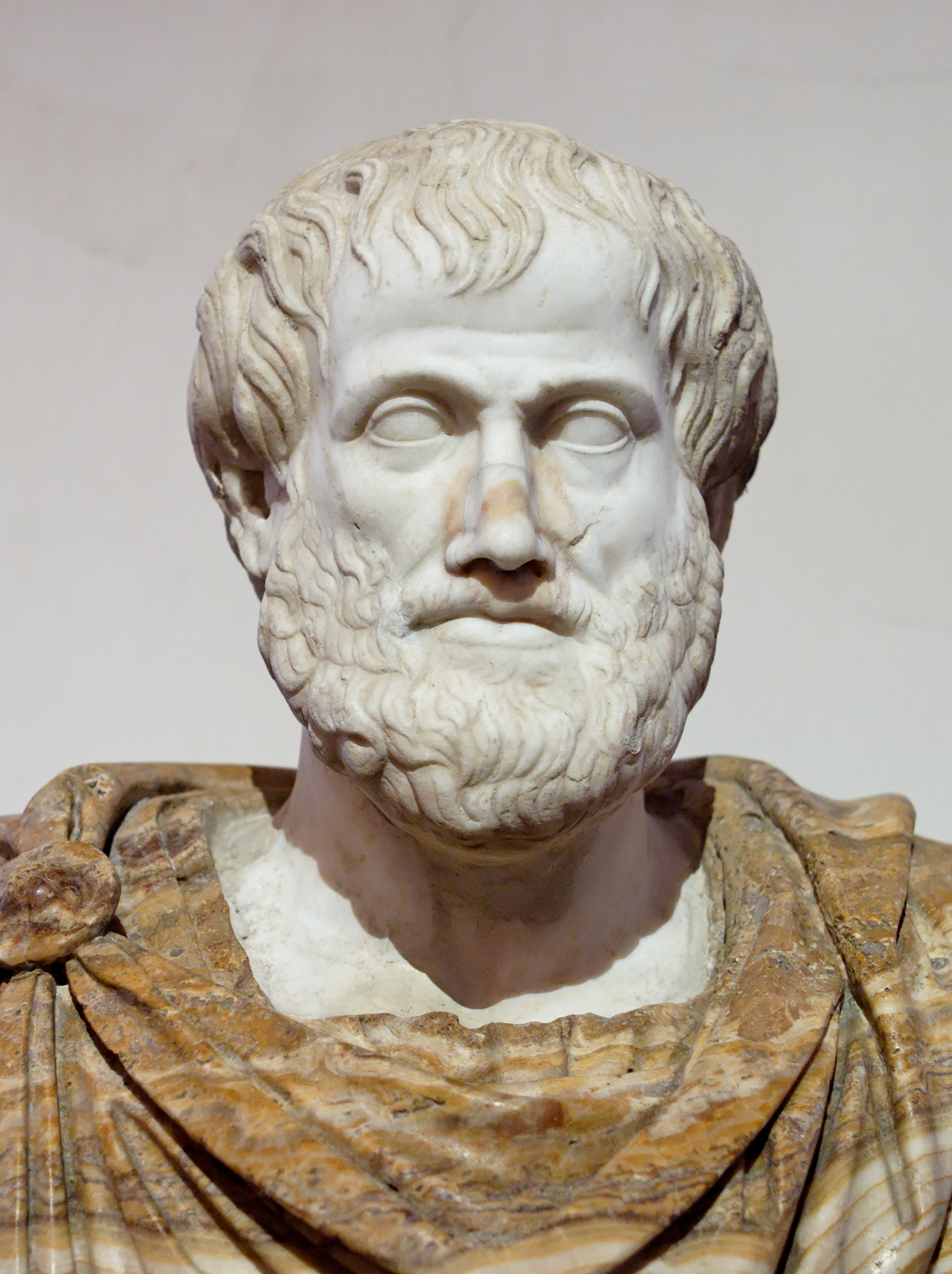
Aristotele

Mentre Platone aveva trattato il problema dell'essere da un punto di vista mitologico e ideale, Aristotele fu il primo filosofo a trattarlo in maniera sistematica e razionale, andando alla ricerca di una cogenza logica tale da conferire all'essere una proprietà definitiva.
Il problema di conciliare l'essere parmenideo col divenire di Eraclito viene da lui risolto in una maniera che tuttavia risente fortemente dell'impostazione platonica. Anche Aristotele infatti concepisce l'essere in forma gerarchica: come evoluzione dalla potenza all'atto. Così da un lato vi è l'Essere eterno e immutabile, identificato con la vera realtà, che basta a sé stesso in quanto perfettamente realizzato; dall'altro però vi è l'essere in potenza, che è soltanto la possibilità di un ente di realizzare sé stesso, ovvero il suo essere in atto, la sua essenza. Anche il non-essere quindi in qualche modo è, almeno in potenza. E il divenire consiste propriamente in questo perenne passaggio verso l'essere in atto.
Come già in Platone, il non-essere è dunque una sorta di privazione, una corruzione tipica della materia, che non ha ancora assunto pienamente la forma che la fa essere tale. Aristotele in proposito distingue la sostanza, che è il fondamento stabile e ontologico di una realtà sensibile, dai suoi accidenti esteriori, sottoposti alla temporalità e alla contingenza. Il termine "sostanza" consente ad Aristotele di trattare l'essere in una maniera più definita rispetto a quanto aveva fatto Parmenide, dandogli un predicato: essa è quel che determina un oggetto in un certo modo, è la risposta a "che cosa è" quell'oggetto.
Ad esempio, si può notare come il problema dell'essere si affacci continuamente alla nostra esperienza quotidiana: nel linguaggio comune noi diciamo "l'uomo è in casa"; "il tavolo è marrone"; "il quadro è bello" ecc. ecc. Ma che cos'è questo essere, questo "è"?
Ebbene, per Aristotele, che si accorge di questa molteplicità di accezioni, l'essere viene appunto detto in quattro accezioni fondamentali: 
- essere per accidente;
- essere sostanziale, che rientra nelle dieci categoríe;
- essere vero;
- atto e potenza.[5] L'essere non è invece un genere poiché non vi si può aggiungere alcunché.[6]

Da qui si capisce come tutto il sistema filosofico aristotelico di fatto si basi sul concetto di essere, che per lui è analogico, ed è predicabile in dieci modalità diverse che sono le categorie. 
Aristotele fa anche coincidere la metafisica con l'ontologia, infatti definisce la metafisica come lo studio dell'essere in quanto tale, secondo un'espressione ancora oggi spesso mantenuta. In quanto tale significa a prescindere dai suoi aspetti accidentali, e quindi in maniera scientifica. Solo dell'essere infatti si può avere una conoscenza sempre valida e universale in quanto sostrato essenziale responsabile dei mutamenti esteriori, mentre «del particolare non si dà scienza». Soltanto l'essere in atto fa sì che un ente in potenza possa evolversi; l'argomento ontologico diventa così teologico per passare alla dimostrazione della necessità dell'essere in atto.
In definitiva dunque, rispetto a Platone in cui era prevalente la dimensione soggettiva, Aristotele si preoccupa di definire l'Essere da un punto di vista più oggettivo ed empirico. Tuttavia, al pari del suo predecessore, Aristotele considera ancora l'Essere accessibile solo per via intuitiva: esso non può diventare oggetto di dimostrazione, né è ricavabile dall'esperienza sensibile.
(Aristotele - Analitici secondi II, 7, 92a-92b)

## Plotino
Con Plotino (Egitto, II secolo d.C.) la concezione platonico-aristotelica viene ricompresa in una visione più ampia: per lui infatti al vertice di tutto non c'è l'Essere statico, ma l'Uno, che è superiore rispetto alla stessa dimensione ontologica. Dall'Uno discende l'Intelletto, in cui risiede propriamente l'Essere parmenideo, e infine l'Anima: Plotino formula così la teoria delle tre ipostasi, cioè delle tre realtà sussistenti. All'opposto dell'Uno sta la materia, concepita come non-essere, perché è il regno della divisione e della molteplicità.
(Plotino, Enneadi, VI, 9, 1)
La concezione dell'Essere non semplicemente come qualcosa di statico, ma come risultato di una suprema attività, nel quale l'Uno si riconosce e in cui l'Oggetto è prima di tutto Soggetto, avrà notevoli influenze sul neoplatonismo cristiano e su quello idealista tedesco.

## Il messaggio biblico e cristiano
(Vangelo di Giovanni, VIII, 58)
Nel I secolo d.C., in seguito alla diffusione in Occidente del messaggio di Gesù Cristo da parte soprattutto di Paolo di Tarso, si assiste ad un'innovazione della concezione dell'Essere e ad una riscoperta di nuovi valori. Sulla base dell'Antico Testamento, dove l'Onnipotente era presentato secondo le parole del tetragramma biblico YHWH, tradotto nella Bibbia greca come «Io sono Colui che sono», L'Essere è identificato con Dio, che è amore (agàpe) concepito come "dono" di sé, diversamente dall'accezione greca di amore come bisogno di completezza. L'Essere-Dio accetta di affidare all'uomo la predicazione del suo messaggio, si fa addirittura uomo e ama le sue creature fino al sacrificio della Croce.

## Neoplatonismo e aristotelismo scolastico
Nasce la necessità di elaborare in modo sistematico la dottrina cristiana e vengono così ripresi dai padri della Chiesa prima e dalla scolastica poi, quei concetti della filosofia greca (Platone nell'agostinismo, Aristotele nel tomismo) che potevano meglio adattarsi a spiegare i contenuti della rivelazione cristiana.
In particolare, per Agostino di Ippona (354-430) Dio è l'Essere, è Verità, è trascendente ed è rivelato attraverso la Bibbia, è Padre e Logos. Dio è Essere perché si manifesta in se stesso (cioè è Verità) e si muove verso l'uomo per trarlo a sé (cioè è Logos, Verbo o Figlio). L'uomo, fatto a Sua immagine, esiste in quanto si inganna, si sbaglia: Si fallor, sum. Chi non è, non può ingannarsi.
Per Tommaso d'Aquino (1225-1274) l'Essere, cioè Dio, è la perfezione di ogni cosa. Se si considera un "ente" concreto (un oggetto qualsiasi), la sua essenza è forma e materia. Si riprende, in chiave cristiana, il concetto aristotelico di essere in atto e in potenza: l'atto è la perfezione, la potenza è principio di imperfezione. L'atto puro è l'Essere, Dio. Tra l'essere di Dio e l'uomo c'è analogia: l'uomo partecipa all'Essere, essendogli simile, ma non identico. L'Essere-Dio è assolutamente trascendente il mondo.
Nonostante le divergenze che si vennero a creare tra l'idealismo neoplatonico e il realismo aristotelico, venne mantenuta una concezione dell'essere sostanzialmente simile. Ad esempio per Agostino l'essere scaturiva dal pensiero, per Tommaso invece tale rapporto era invertito, ma si trattava in fondo di due visioni complementari. Entrambi vedevano l'essere non solo come oggetto ma anche soggetto del pensiero: secondo la loro concezione, infatti, è l'essere stesso che si rende presente al pensiero, al punto che è impossibile distinguere tra i due; ogni pensiero è necessariamente pensiero dell'essere, per cui l'essere è la condizione del pensare (o, viceversa, il pensare è la condizione dell'essere): l'uno è legato indissolubilmente all'altro. Tommaso disse in proposito: «non sei tu che pensi la verità, ma è la verità che si pensa in te».
San Tommaso distingueva l'esse commune dall'esse ut actus. Il primo è l'essere comune di tutti gli enti, frammentato e plurale; il secondo è l'Essere dal quale tutti gli enti traggono origine, è Atto puro e coincide con Dio. 

## L'empirismo e l'età cartesiana
Con l'empirismo anglo-sassone, sviluppatosi a partire dal Seicento, l'essere venne invece identificato con la verificabilità, ossia con la possibilità di venir provato. Già dalla riflessione di Cartesio (sebbene questi si fosse mantenuto in un ambito metafisico) l'essere aveva perduto la sua autonomia e la sua aura di indimostrabilità: col Cogito ergo sum l'essere era stato sottomesso al pensiero, il quale ora poteva dedurlo da sé arbitrariamente.
Il razionalista Spinoza aveva poi cercato di rimediare al dualismo cartesiano, riconducendo le due sostanze, quella extensa e la cogitans, a due manifestazioni o attributi dello stesso unico Essere, gli unici che noi riusciamo effettivamente a riconoscere.
Con l'empirismo, l'essere si stacca ulteriormente dal pensiero: John Locke, ad esempio, ritenne che la conoscenza che noi possiamo avere dell'essere non sia qualcosa di immediato e intuitivo, bensì sempre mediato dai sensi. Per Locke e gli empiristi esiste soltanto ciò che può essere verificato, cioè sperimentato empiricamente; ciò che viceversa non è sperimentabile non ha alcun valore oggettivo. L'Essere perde così il suo legame con la soggettività, e concepito unicamente dal punto di vista dell'oggettività. 

## Hegel

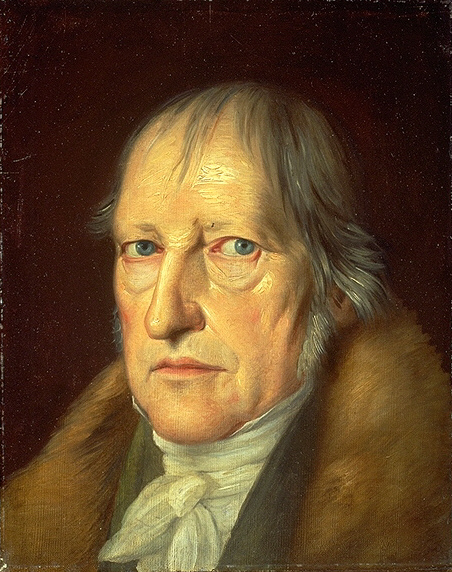
Hegel

Con Hegel, l'Essere viene sottomesso definitivamente alla Ragione dialettica. Per meglio comprendere l'ontologia hegeliana si può raffrontarla con quella di Platone e Aristotele: in costoro, l'Essere era situato al di sopra del ragionamento discorsivo-dialettico, e coincideva con una dimensione intuitiva e contemplativa. Con Hegel, invece, l'Essere rappresenta solo il punto di avvio della dialettica filosofica: esso sarebbe un concetto evanescente e misticheggiante da superare, la cui verità e validità scaturisce, soltanto alla fine, dal suo opposto, attraverso la mediazione di un processo logico con cui la Ragione giunga a giustificarlo e a dedurlo da sé in maniera pienamente oggettiva.
Hegel è quindi agli antipodi di Parmenide: per quest'ultimo, essere e pensare erano uniti indissolubilmente; per Hegel, invece, essi risultano separati e legati tra loro dalla Ragione. Per Parmenide l'essere era statico e contrapposto assolutamente al non-essere; per Hegel, invece, l'essere è dinamico ed esiste in rapporto al non-essere: anche quest'ultimo quindi è. Sovvertita in tal modo la logica di non-contraddizione, il pensiero secondo Hegel si porrebbe in autonomia rispetto all'essere. Ora, infatti, l'essere non costituisce più il limite del pensiero, oltre il quale era impossibile andare: adesso il pensiero sarebbe capace di pensare anche il non-essere, come un momento essenziale del suo procedere dialettico. Per questo la logica hegeliana ricevette le critiche di alcuni suoi contemporanei, tra cui Schelling, che l'accusarono di avere stravolto l'ontologia parmenidea e di aver eliminato il senso del limite, essendo essa incapace di accontentarsi del «magro vitto dell'essere».

## Nietzsche
Nietzsche, anticipando con la sua teoria della conoscenza la moderna epistemologia evoluzionistica, riteneva illusoria la pretesa umana di conoscere l'essere reale, eccetto che come punto di vista utile per la nostra esistenza: «...facendo della logica un criterio del vero essere, noi siamo già sulla strada di porre tutte quelle ipostasi come sostanza, predicato, oggetto, soggetto, azione, ecc., come realtà; ossia di concepire un mondo metafisico, cioè un "mondo vero" (ma questo è il mondo illusorio ancora una volta...)».
Si tratta però di una concezione che Heidegger riteneva al culmine dell'antropomorfismo metafisico stesso, che riduceva l'essere a volontà di potenza, aprendo la strada al nichilismo.

## Heidegger
Martin Heidegger, riflettendo sulla storia della filosofia occidentale, rileva come il concetto di essere avesse progressivamente finito per perdere la sua specifica autonomia, giungendo a coincidere con quello di ente (o essente), cioè di oggetto.
Heidegger dirà addirittura che già da Platone è iniziata l'incomprensione da cui ha avuto origine l'"oblio dell'essere" (Seinsvergessenheit), incomprensione data dal fatto che si ricerca il senso dell'essere a partire dagli essenti. Ma tra l'ontico e l'ontologico corre una differenza sostanziale che non è stata colta da procedure metafisiche poco attente alla trascendenza dell'essere stesso. Anche gli anti-metafisici, peraltro, come gli empiristi e Kant, hanno travisato l'essere, riportandolo al concetto di "esistenza reale percepita coi sensi". E ancora il neopositivismo e il neocriticismo hanno considerato l'essere come un concetto privo di autonomia e di una sua adeguata definizione linguistica.
Nell'opera Kant e il problema della metafisica il filosofo tedesco osserva che la metafisica tradizionale (da Parmenide sino a Nietzsche) ha considerato l'essere come ciò che sta alle spalle dell'ente e ne consente la manifestazione. Ne consegue che l'essere è ciò che accomuna gli enti. Invece, per Heidegger, l'essere è ciò che differenzia gli enti gli uni dagli altri.
Quello che Heidegger si propone è dunque uno studio metodologico e approfondito dell'essere. Per il filosofo tedesco il problema dell'essere è infatti il compito centrale della filosofia, il problema più vasto, più profondo, più originario; e la verità non è altro che la via al disvelamento (Unverborgenheit) dell'essere, la verità nel significato etimologico di non-nascondimento (a-letheia).
Heidegger, nel primo periodo della sua filosofia, caratterizzata dall'opera-chiave di Essere e tempo, intraprende lo studio dell'essere in un'ottica esistenzialista, a partire cioè dagli essenti e in particolare da quell'essente caratterizzato dall'esistenza che è l'uomo (o Dasein, che vuol dire «esser-ci»); egli ripropone quindi in maniera marcata la differenza tra essere ed esistere.
L'opera rimane tuttavia incompiuta. Successivamente Heidegger prenderà via via coscienza di come il metodo più adeguato per uno studio approfondito non sia quello di partire dagli essenti per poi approdare all'Essere, ma piuttosto dall'Essere per arrivare agli essenti. Egli scopre così nuove forme di rivelazione. Essere è ad esempio l'infinito di «è», ed è proprio nel modo indicativo che esso viene reso di frequente, il che ne evidenzia la natura in atto: l'essere infatti, secondo Heidegger, «accade» (geschiet). In opposizione all'empirismo logico e al neokantismo, Heidegger afferma così che l'essere si manifesta proprio attraverso la parola, e in particolare attraverso il linguaggio («il linguaggio è la casa dell'Essere»), soprattutto poetico. Un'altra prospettiva in cui l'essere può manifestarsi è quella del tempo, poiché la parola stessa ha dimensione temporale e ci parla della storicità dell'essere che «si dà» e si nasconde attraverso le epoche.

## Sartre
Jean Paul Sartre distingue l'essere "in-sé" dall'essere "per-sé", dove il primo riguarda gli enti di natura e i fenomeni mentre il secondo riguarda le coscienze pensanti e consapevoli d'essere; quindi l'uomo.

## Severino
Il bresciano Emanuele Severino, sin dalla sua prima opera (La struttura originaria), ha sviluppato gran parte del suo originale pensiero intorno all'essere. Riprendendo nel saggio del 1964 Ritornare a Parmenide la posizione eleatica sull'opposizione assoluta tra essere e non essere, egli ritiene di superarla affermando l'unità di essere formale e l'eternità di ogni ente. In sintesi, per Severino l'essere è l'intero positivo, l'immediato, che comprende anche la totalità degli enti sebbene la superi in quanto è piuttosto la totalità immutabile ed eterna di ciò che esiste.

## La fisica contemporanea
La scoperta delle particelle elementari subnucleari e delle forze mediatrici delle interazioni subatomiche nel XX secolo ha permesso di formulare nuovi significati dell'Essere. Il Novecento si è aperto con la scoperta da parte di Max Planck dei "quanti" di energia e con la successiva definizione della Meccanica quantistica a partire dagli anni venti del XX secolo, che si occupa dello studio dell'infinitamente piccolo e delle proprietà microscopiche della materia.

Di quest'ultima si è giunti a rivoluzionare totalmente il concetto, scoprendo che la materia non è affatto qualcosa di fisso, scontato, e rigidamente meccanico come pensavano i democritei e gli empiristi dell'età moderna, ma è al contrario una funzione dell'energia, il risultato macroscopico di fenomeni non meccanici e immateriali. Ne risulta che i corpi non sono fatti di materia inerte, bensì di luce, di energia.
Rimane aperto a ogni modo il dibattito se l'Essere si riduca alla realtà fisicamente parcellizzata degli atomi, oppure sia da concepire come la totalità dell'Universo secondo una visione olistica. Una concezione quest'ultima che si avvicina alla filosofia del Tao, per il quale ogni singolo aspetto del cosmo è una parte dell'energia universale.
Nel primo caso, la fisica moderna ci dice che esistono delle particelle e degli atomi che evolvono nel tempo, mentre altri, come il protone o l'elio, sono spontaneamente stabili o inerti: si contravviene perciò all'idea che l'Essere sia sempre in divenire.
Nel secondo caso, le teorie fisiche odierne (la teoria del Big Bang) ritengono che l'universo si stia evolvendo, in particolare che si stia espandendo in modo accelerato: queste teorie si fondano sull'ipotesi che l'universo si sia generato in un ipotetico istante iniziale ed in un unico punto, in cui era concentrato tutto lo spazio, tutto il tempo e tutta l'energia attraverso un'espansione dello spazio ed un'evoluzione nel tempo. In questo caso l'Essere-universo sarebbe dinamico, ma è lasciato un "quid" originario senza tempo e senza spazio, per il quale cadono le definizioni stesse di dinamicità e staticità e che quindi supera le capacità mentali e sperimentali dell'uomo.

### Lee Smolin
Nel suo libro divulgativo di cosmologia La vita del cosmo, il fisico teorico statunitense Lee Smolin, ateo, dà un'interpretazione scientifico-metafisica dell'essere in quanto sostiene che "Tutto l’Essere è nelle relazioni tra le cose reali, sensibili. Tutto ciò che abbiamo come legge naturale è un mondo che si è costruito da sé".